# Слободяник Вадим Павлович
Вади́м Па́влович Слободя́ник (1978—2014) — старший солдат Збройних сил України, учасник російсько-української війни.

## Життєпис
Народився 1978 року в місті Миронівка Київської області. Навчався в Миронівській ЗОШ № 3. Працював у Миронівському споживчому товаристві вантажником (1995), експедитором Миронівського товариства «Олімп» (1998), продавцем приватного підприємства «Надія» (1996—1998). В 1999—2001 роках проходив службу у ЗСУ; закінчив сержантську школу розвідників. Після служби працював вантажником у ВАТ «СОММАС». Розлучений, дітей не мав.
Мобілізований 20 березня 2014 року, старший оператор 2-го розвідувального взводу розвідувальної роти, 72-га окрема механізована бригада.
На початку липня йому надають двотижневу відпустку, відмовився. 28 липня 2014 року загинув — близько 14-ї почався артобстріл з боку Росії, горіло все, навіть БТР. До того місця два дні не могли доступитися.
Похований у Миронівці на міському кладовищі. Вдома лишилася мама Людмила Михайлівна, батько Павло Григорович — ліквідатор аварії на ЧАЕС, помер 2001 року, брат Валерій помер 2006 року.

## Нагороди та вшанування
- 14 листопада 2014 року за особисту мужність і героїзм, виявлені у захисті державного суверенітету та територіальної цілісності України, вірність військовій присязі під час російсько-української війни, нагороджений орденом «За мужність» III ступеня (посмертно)
- У червні 2015 року в Миронівській загальноосвітній школі № 3 встановлено меморіальну Вадиму Слободянику
- іменем Вадима Слободяника названо вулицю в Миронівці — на якій він жив.